# Alícia Ramírez Gomis
Alícia Ramírez Gomis (Canes, França, 1970) és una actriu i presentadora de televisió valenciana d'origen francès.
Naix l'1 de gener de 1970 a Canes (Occitània) i passa la infància entre Benidorm i el llogaret de l'Abdet a casa del seus avis, a la Marina Baixa. Realitza els estudis d'informàtica a València, on pren contacte amb el món de la comunicació i realitza diversos cursos d'interpretació, veu, doblatge, expressió corporal, etc. El 1990 apareix per primera vegada a Canal 9 al concurs presentat per Ximo Rovira Tria tres com a hostessa.
El 2000 fitxa per la cadena estatal Tele 5 per tal de formar part del programa d'humor El informal amb Florentino Fernández i Javier Capitán. A finals de 2001 abandona Tele 5 i torna a Canal 9 per substituir Eduard Forés al programa Queda't amb Eduard rebatejat en Queda't amb mi. Després de tres anys a la televisió valenciana torna a Antena 3 per presentar el programa-debat del reality Aventura en África. El 2020 va presentar el concurs Jo en sé més que tu per a À Punt.